# Gracias a la vida
"Gracias a la vida" (em português:  Obrigado à vida) é uma popular canção de música folclórica composta e originalmente interpretada pela cantora chilena Violeta Parra, uma das artistas que serviu de base para o movimento conhecido como nueva canción.

## Informação
A canção foi gravada em 1966 em Santiago. Os filhos da cantora, Ángel e Isabel, a acompanharam no violão durante a sessão de gravação. "Gracias a la vida" foi lançada naquele mesmo ano no álbum Las Últimas Composiciones, o último lançado por Violeta antes de cometer suicídio no ano seguinte como resultado de uma depressão desenvolvida após o término de seu relacionamento com Gilbert Favre. Na letra da canção, a cantora basicamente agradece a tudo de bom que a vida lhe deu, principalmente o dom da música. A canção foi dedicada a Favre.

## Versões
A canção é uma das mais conhecidas de Parra, tendo sido interpretada por artistas de todo o mundo. Ainda hoje, é uma das canções latino-americanas mais regravadas de toda a história.
Em 1971, a intérprete argentina Mercedes Sosa tornou-se a primeira artista a regravar a canção, que foi lançada em seu álbum Homenaje a Violeta Parra, um tributo à obra de Parra. A versão de Sosa ajudou a popularizar a canção no país vizinho.
A compositora estadunidense Joan Baez gravou a canção no álbum Gracias a la Vida, lançado originalmente em 1974. A intenção de Baez, ao gravar um álbum homenageando a música folclórica latino-americano e hispânica, era denunciar os horrores da ditadura do general Augusto Pinochet no Chile, que contava com o apoio logístico do governo de seu país.
Em 1975, a cantora de MPB Elis Regina levou a canção ao público brasileiro ao incluí-la em seu show Falso Brilhante. Um ano mais tarde, o repertório do show foi gravado em estúdio. A interpretação de Elis, ao contrário da original, teve como característica marcante as notas altas, O disco Falso Brilhante acabou sendo censurado na Argentina em 1976 por conter a canção
Em 1992, Richard Clayderman gravou a canção no álbum América Latina... Mon Amour.
Em 2010, a cantora baiana Margareth Menezes gravou uma versão para o seu álbum Naturalmente Acústico. No mesmo ano, foi gravada pelo supergrupo Voces Unidas por Chile, do qual incluiu artistas como os colombianos Shakira e Juanes, o dominicano Juan Luis Guerra, o mexicano Fernando Olvera (Fher), os espanhóis Alejandro Sanz e Miguel Bosé, a italiana Laura Pausini e o canadense Michael Bublé.